# Umbriel
Umbriel è il terzo satellite naturale di Urano per grandezza.Essa è stata scoperta nell'anno 1851 da William Lassell insieme ad Ariel che è il satellite più luminoso di Urano .

## Storia di Umbriel
Umbriel fu scoperta nel 1851 da William Lassell, insieme ad Ariel.
I loro nomi, come quelli degli altri due satelliti di Urano allora conosciuti (Titania e Oberon, già noti dal 1787) furono suggeriti da John Herschel nel 1852, su richiesta di Lassell. Lassell aveva già approvato, nel 1847, la proposta di Herschel di utilizzare i nomi dei fratelli e delle sorelle di Crono per i sette satelliti allora conosciuti di Saturno (il corrispondente di Crono nella mitologia romana). La proposta di Herschel per il sistema di Urano prevedeva che i satelliti dovessero essere intitolati a personaggi delle opere di William Shakespeare ed Alexander Pope; a tutt'oggi la tradizione è stata sempre rispettata.
Casualmente, il nome di Umbriel ben si addice alla sua caratteristica colorazione scura: Umbriel è l'oscuro folletto della malinconia ne Il ricciolo rapito di Alexander Pope, ed il nome richiama l'espressione latina umbra, ombra.

## Superficie
Umbriel è caratterizzata, come già detto, dalla superficie più scura fra tutti i satelliti di Urano, la sua albedo è infatti di 0,10. ovvero riflette solamente il 10% della luce che riceve dal Sole.
La superficie del satellite è pesantemente craterizzata, non ha subito evidenti rimodellamenti in superficie come successo invece ad Ariel e Miranda ed è rimasta stabile dalla fine dell'intenso bombardamento tardivo; la sua caratteristica più rilevante, nota con il nome di cratere Wunda, è un grande anello di materiale brillante. Sembra naturale presumere che si tratti di un cratere, ma l'esatta natura della formazione è ancora incerta.

## Struttura interna
Umbriel è, fra i cinque satelliti naturali maggiori di Urano, quello che mostra un'attività geologica meno pronunciata.
Il satellite si compone principalmente di ghiaccio d'acqua, e di una componente non ghiacciata che costituisce il 40% della sua massa e composta da silicati e materiale carbonioso che include composti organici pesanti noti come toline.
Nel 2023 la NASA ha annunciato che un gruppo di ricerca ha rianalizzato i dati della Voyager 2 e li ha messi a confronto con quelli di missioni successive attorno ad altri giganti gassosi, come la sonda Galileo, la New Horizons e la Cassini, giungendo alla conclusione che ci sono buone possibilità che le quattro maggiori lune di Urano ospitino un oceano di acqua liquida sotto la superficie, compreso Umbriel.